# Diocesi di Bragança Paulista

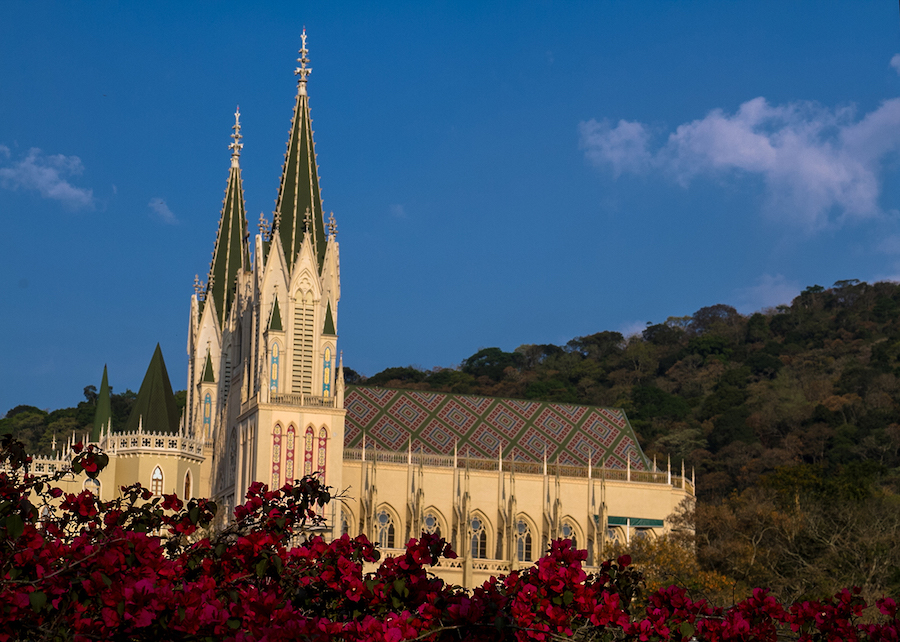
La basilica minore di Nostra Signora del Rosario di Caieiras.

La diocesi di Bragança Paulista (in latino Dioecesis Brigantiensis in Brasilia) è una sede della Chiesa cattolica in Brasile suffraganea dell'arcidiocesi di Campinas. Nel 2022 contava 900.000 battezzati su 1.163.000 abitanti. È retta dal vescovo Sérgio Aparecido Colombo.

## Territorio
La diocesi comprende 18 comuni dello stato brasiliano di San Paolo: Bragança Paulista, Atibaia, Bom Jesus dos Perdões, Caieiras, Francisco Morato, Franco da Rocha, Itatiba, Jarinu, Joanópolis, Mairiporã, Morungaba, Nazaré Paulista, Pedra Bela, Pinhalzinho, Piracaia, Socorro, Tuiuti e Vargem.
Sede vescovile è la città di Bragança Paulista, dove si trova la cattedrale dell'Immacolata Concezione. A Caieiras e a Itatiba sorgono due basiliche minori, Nostra Signora del Rosario e Nostra Signora di Betlemme.
Il territorio si estende su 4.493 km² ed è suddiviso in 63 parrocchie, raggruppate in 7 regioni pastorali: Bragança Paulista, Atibaia, Itatiba, Socorro, Caieiras, Francisco Morato e Piracaia.

## Storia
La diocesi è stata eretta il 24 luglio 1925 con la bolla Ad sacram Petri sedem di papa Pio XI, ricavandone il territorio dalla diocesi di Campinas (oggi arcidiocesi) e dall'arcidiocesi di San Paolo, di cui era originariamente suffraganea.
Il 19 aprile 1958 è entrata a far parte della provincia ecclesiastica dell'arcidiocesi di Campinas.
Nel 1965 fu demolita la prima cattedrale della diocesi, che era stata costruita nel 1920 sul luogo della prima chiesa della città eretta nel 1764 e demolita nel 1919. Al suo posto è stata costruita l'attuale cattedrale, solennemente consacrata l'8 dicembre 1977.

## Cronotassi dei vescovi
Si omettono i periodi di sede vacante non superiori ai 2 anni o non storicamente accertati.
- José Maurício da Rocha † (4 febbraio 1927 - 24 novembre 1969 deceduto)
- José Lafayette Ferreira Álvares † (1º febbraio 1971 - 10 novembre 1976 dimesso)
- Antônio Pedro Misiara † (27 ottobre 1976 - 17 maggio 1995 dimesso)
- Bruno Gamberini † (17 maggio 1995 - 2 giugno 2004 nominato arcivescovo di Campinas)
- José Maria Pinheiro (9 marzo 2005 - 16 settembre 2009 ritirato)
- Sérgio Aparecido Colombo, dal 16 settembre 2009

## Statistiche
La diocesi nel 2022 su una popolazione di 1.163.000 persone contava 900.000 battezzati, corrispondenti al 77,4% del totale.
| anno | popolazione | popolazione | popolazione | presbiteri | presbiteri | presbiteri | presbiteri                | diaconi | religiosi | religiosi | parrocchie |
| anno | battezzati  | totale      | %           | numero     | secolari   | regolari   | battezzati per presbitero | diaconi | uomini    | donne     | parrocchie |
| ---- | ----------- | ----------- | ----------- | ---------- | ---------- | ---------- | ------------------------- | ------- | --------- | --------- | ---------- |
| 1959 | 190.000     | 200.000     | 95,0        | 37         | 20         | 17         | 5.135                     |         | 10        | 85        | 17         |
| 1962 | 219.469     | 219.469     | 100,0       | 35         | 21         | 14         | 6.270                     |         |           | 10        | 19         |
| 1970 | 199.581     | 199.581     | 100,0       | 32         | 22         | 10         | 6.236                     |         | 10        | 80        | 20         |
| 1976 | 240.000     | 300.000     | 80,0        | 40         | 29         | 11         | 6.000                     |         | 11        | 109       | 22         |
| 1990 | 417.000     | 463.000     | 90,1        | 60         | 42         | 18         | 6.950                     |         | 20        | 140       | 35         |
| 1999 | 760.000     | 965.000     | 78,8        | 69         | 53         | 16         | 11.014                    | 1       | 20        | 155       | 43         |
| 2000 | 770.000     | 978.000     | 78,7        | 71         | 54         | 17         | 10.845                    | 1       | 21        | 155       | 43         |
| 2001 | 750.000     | 1.000.000   | 75,0        | 68         | 51         | 17         | 11.029                    | 1       | 22        | 155       | 43         |
| 2002 | 750.000     | 1.000.000   | 75,0        | 71         | 51         | 20         | 10.563                    | 1       | 25        | 155       | 43         |
| 2003 | 750.000     | 1.000.000   | 75,0        | 74         | 53         | 21         | 10.135                    | 1       | 26        | 151       | 44         |
| 2004 | 750.000     | 1.000.000   | 75,0        | 65         | 51         | 14         | 11.538                    | 1       | 20        | 150       | 44         |
| 2006 | 770.000     | 1.026.000   | 75,0        | 72         | 52         | 20         | 10.694                    | 1       | 25        | 151       | 48         |
| 2012 | 831.000     | 1.138.000   | 73,0        | 110        | 75         | 35         | 7.554                     | 3       | 136       | 224       | 54         |
| 2015 | 852.000     | 1.166.000   | 73,1        | 134        | 79         | 55         | 6.358                     | 4       | 158       | 279       | 59         |
| 2018 | 873.040     | 1.128.465   | 77,4        | 154        | 85         | 69         | 5.669                     | 4       | 172       | 176       | 62         |
| 2020 | 886.800     | 1.146.000   | 77,4        | 166        | 90         | 76         | 5.342                     | 2       | 199       | 185       | 63         |
| 2022 | 900.000     | 1.163.000   | 77,4        | 175        | 90         | 85         | 5.142                     |         | 206       | 186       | 63         |